# La pergola
La pergola è un dipinto del pittore francese Pierre-Auguste Renoir, realizzato nel 1876 e conservato al Museo Puškin di Mosca.

## Descrizione

Pierre-Auguste Renoir, Bal au moulin de la Galette (1876); olio su tela, 131×175 cm, museo d'Orsay

L'opera presenta decise tangenze con il Bal au moulin de la Galette, alla cui realizzazione Renoir stava attendendo proprio in quegli anni. Pittore magistrale della vie moderne, in questo quadro Renoir decide proprio di raffigurare un verde pergolato del Moulin de la Galette, un locale con spazi e tavolini nascosti tra il fogliame assiduamente frequentato dalla giovane bohème parigina. La pergola, in particolare, è una delle maggiori espressioni dell'«Impressionismo romantico» di Renoir, il quale soprattutto negli esordi amava dipingere episodi di corteggiamenti galanti nella Parigi dell'Ottocento. Nella tela, infatti, tre uomini si sono piacevolmente riuniti sotto un fresco pergolato e, tra un bicchiere e l'altro, fanno il filo a due fanciulle. La ragazza di destra, in effetti, apprezza molto le lusinghe del suo cavaliere. La donna in primo piano, oltre a incorniciare graziosamente la scena, indirizza lo sguardo dell'osservatore verso il cono d'ombra dove sono seduti gli altri personaggi. Con tutta probabilità a posare è Estelle, la modella che comparirà anche ne Bal au moulin de la Galette.
In quest'opera Renoir aderisce con convinzione ai dettami dell'Impressionismo. I soggetti sono colti en plein air, viene data poca attenzione al disegno e ai contorni e il colore viene depositato sulla tela per macchie di colore. Colpisce soprattutto il nitore e la verosimiglianza della tessitura luministica: Renoir, infatti, raffigura con rara maestria le vibrazioni cangianti della luce filtrata dalla vegetazione, e per esaltarne la mobilità non esita a impiegare anche toni scuri, modulandone sapientemente le sfumature. Il quadro, appartenente in principio alla collezione di Viau, fu acquistato nel 1907 da Ivan Morozov, un imprenditore russo che si occupava di arte con grande sensibilità e che infatti intuì subito le potenzialità dell'opera, pur non avendola mai vista. Oggi La pergola è esposta al Museo Puškin di Mosca.